# British Library
Pour les articles homonymes, voir BL.
La British Library (littéralement « bibliothèque britannique »), également connue sous le sigle BL, est la bibliothèque nationale du Royaume-Uni. Située à Londres, elle est l’une des plus importantes bibliothèques de référence du monde, avec plus de 170 millions de références, dont environ 14 millions de livres. Chargée du dépôt légal, la British Library reçoit des exemplaires de tous les ouvrages publiés au Royaume-Uni et en Irlande, y compris les livres étrangers distribués dans ces pays. Elle acquiert également d'autres livres étrangers, pour un budget annuel d'environ 16 millions de livres. Dirigée par Roly Keating depuis 2012, elle emploie quelque 2 000 personnes.

## Histoire
La BL est une institution récente par rapport aux autres bibliothèques nationales : elle a été fondée en 1973 par le British Library Act (1973). Avant cette date, la bibliothèque nationale dépendait du British Museum, qui accueillait également la British National Bibliography (Bibliographie nationale britannique) et la National Sound Archive (Archives sonores nationales).
Ses collections ont longtemps été dispersées dans différents dépôts de Londres (comme Bloomsbury, Chancery Lane ou Holborn) et d’Angleterre (bibliothèque de prêt de Boston Spa dans le Yorkshire, journaux à Colindale, au nord-ouest de Londres…). C’est pourquoi un nouveau bâtiment a été conçu pour rassembler en un même lieu l’essentiel des collections. Ce bâtiment, situé à Euston Road (en), à côté de la gare de Saint-Pancras, au nord de Londres, a ouvert en 1997. Il est dû à l’architecte Colin St. John Wilson et constitue, avec ses 110 000 m2, le plus grand bâtiment public construit au Royaume-Uni pendant tout le XXe siècle. On y accède en traversant une cour où trône la statue de bronze Newton, d'après William Blake (en) d’Eduardo Paolozzi (d’après l’étude d’Isaac Newton par William Blake : Newton). Les sites de Colindale et de Boston Spa ont toutefois été conservés. Le cœur du bâtiment est constitué d’une tour de verre de trois étages qui contient la King’s Library (Bibliothèque du Roi), soit 65 000 volumes (imprimés, manuscrits, plans…) réunis par le roi George III entre 1763 et 1820.

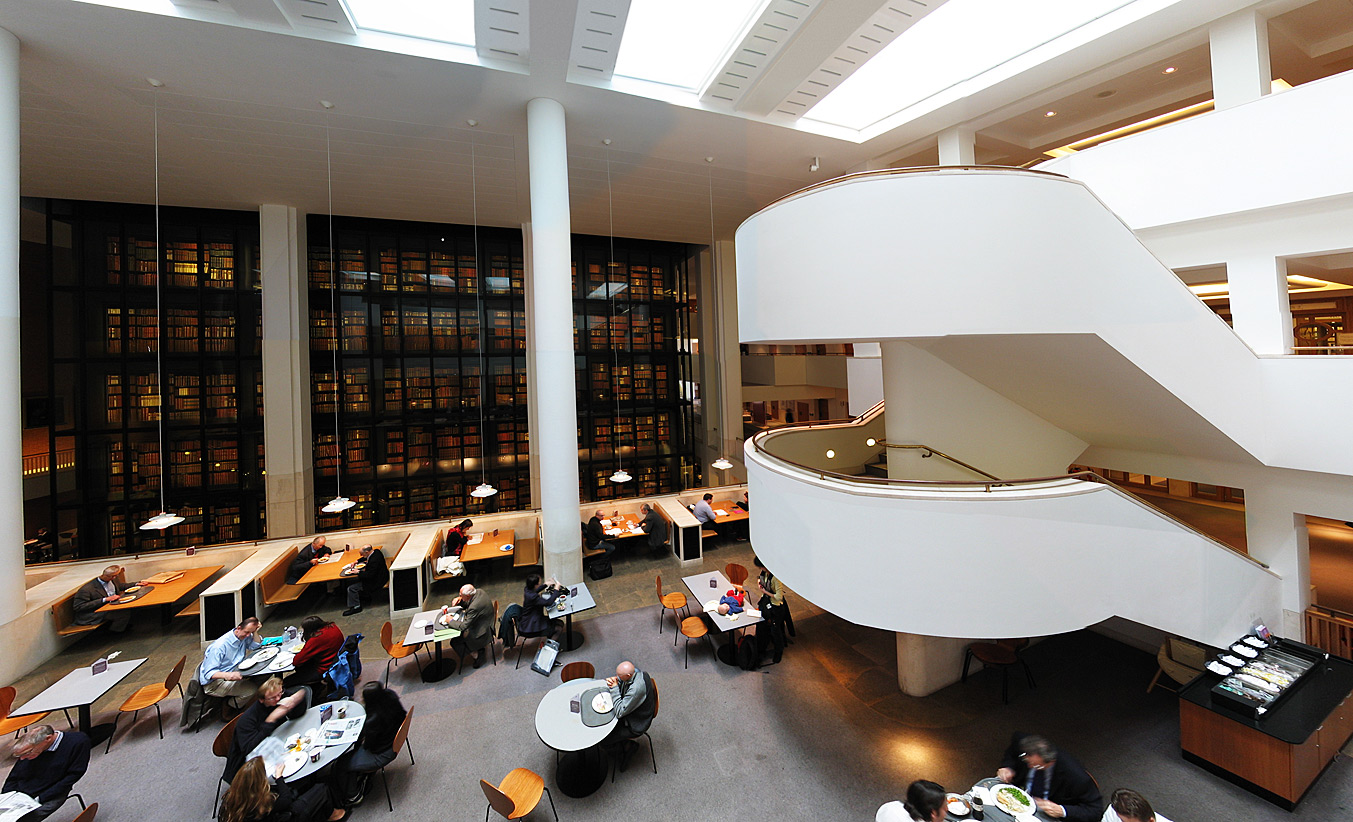
Intérieur de la British Library. Derrière la vitre fumée, la King's Library.

## Accessibilité
Un grand nombre de volumes, choisis parmi les plus prestigieux, sont présentés en exposition permanente. La Sir John Ritblat Gallery : Treasures of the British Library, dont l’entrée est libre et gratuite, est ouverte sept jours sur sept. Des expositions temporaires, aux sujets très variés, sont également organisées. Les dernières ont porté sur Elizabeth Barrett Browning ou, en 2006, Benjamin Franklin ou encore sur le Rāmāyana en 2008.
Jusqu’à un passé récent, la BL se voulait une « bibliothèque de dernier ressort », c'est-à-dire qui s’adresse à des lecteurs cherchant une information très précise et spécialisée introuvable ailleurs. Comme dans de nombreuses autres bibliothèques nationales, ce schéma a largement évolué. La bibliothèque souhaite désormais accueillir toutes les personnes souhaitant effectuer une recherche. Cette politique a été critiquée, notamment dans le cas des étudiants qui disposent de bibliothèques universitaires. Un million de lecteurs fréquentent ainsi chaque année les salles de la BL, qui dispose d'environ 1 200 places assises.
Dans les dernières décennies, la British Library a adopté une vision moderne et innovatrice où l’usager occupe une place centrale. La bibliothèque a ainsi tissé des liens plus étroits avec la communauté, qui affiche son soutien à l’institution.

## Dépôt légal
Les principes du dépôt légal se manifestent pour la première fois en Angleterre en 1610 lorsque la Corporation des imprimeurs et Sir Thomas Bodley concluent une entente stipulant qu’une copie de chaque nouvelle publication serait remise à la Bibliothèque Bodléienne d’Oxford,. Deux ans plus tard, en 1662, la Loi sur la licence de presse fait de ce dépôt une obligation légale, en plus d’inclure comme dépositaires officiels la Royal Library et la Bibliothèque de l’université de Cambridge.
Plusieurs autres législations se sont ajoutées au gré du temps afin de refléter l’évolution de la société et les changements politiques au sein du pays – entre autres la Loi sur le droit d’auteur de 1709 à la suite de la signature de l’Acte d’Union entre l’Angleterre et l’Écosse autorisant certains établissements écossais à être dépositaire au même titre que les autres établissements anglais,. En 1814, on dénombre un total de onze établissements autorisés à recevoir une copie des nouvelles publications en vertu de la loi : ceci est le plus grand nombre d’établissements autorisés de l’histoire du dépôt légal au Royaume-Uni,. Quelques années plus tard, en 1842, un grand changement s’opère : la Bibliothèque du British Museum est déclarée seul dépositaire automatique des nouvelles publications. Les autres établissements sont toujours autorisés à recevoir des copies, mais ceux-ci doivent désormais en faire la demande officielle afin de les obtenir. Ce privilège accordé au British Museum sera passé à la British Library à la suite de sa création plus d’un siècle plus tard. En 1911, la Bibliothèque nationale du Pays de Galles devient la sixième bibliothèque dépositaire,. De plus, la loi rend le dépôt obligatoire pour les publications imprimées seulement et facultatif pour les autres types de publications tels que des arrangements musicaux.
La situation politique change au cours des années et la loi est modifié au fur et à mesure. En 1973, la British Library est créée et devient le dépositaire officiel pour le pays,. Toute nouvelle publication a l’obligation légale de faire parvenir à ses frais une copie de l’œuvre à la British Library. Les autres établissements dépositaires (la Bibliothèque Bodleian d’Oxford, la Bibliothèque de l’Université de Cambridge, la Bibliothèque nationale d’Écosse, la Bibliothèque du Trinity College et la Bibliothèque nationale du Pays de Galles) peuvent faire la demande afin d’obtenir une copie à leur frais,,,
À la suite de plusieurs années de requêtes et de discussions entre différents partis, le Comité conjoint sur le dépôt volontaire est créé en 2000. Ce comité propose une entente de dépôt volontaire pour les publications portables ou électroniques sur support physique. Cette proposition s’applique la même année. Cette initiative remporte un franc succès et inspire l’adoption de la Loi de 2003 sur les bibliothèques de dépôt, puis la Loi du dépôt légal de 2013,,. Désormais, toute publication (imprimée, non-imprimée, publiée sous forme papier, publiée en ligne ou non, etc.) doit se soumettre à la loi du dépôt légal. De plus, depuis 2013, il est possible que le dépôt se fasse de façon électronique seulement si une entente le permettant est conclue. Seuls les documents contenant des informations personnelles, les enregistrements sonores, les films ou matériels similaires sont exclus de la loi.

## Centre d’affaires et de la propriété intellectuelle
La British Library est notamment reconnue pour son centre d’affaires et de la propriété intellectuelle (Business and IP Centre), ouvert depuis 2006. L’idée de ce service aux entrepreneurs germe en 2002, à la suite de la visite de Lynne Brindley, alors directrice générale de la BL, à la Science, Industry and Business Library à New York.
Le centre d’affaires et de la propriété intellectuelle a pour mission de soutenir les entrepreneurs et inventeurs en leur donnant accès gratuitement à de l’information de qualité et à des conseils d’experts, en plus d’inspirer les particuliers qui souhaitent développer leur propre entreprise.
Les salles de lecture du centre, financées par le gouvernement britannique, offrent la plus grande collection de ressources imprimées et numériques du Royaume-Uni. Les usagers peuvent notamment y consulter des études de marché et des bases de données sur la propriété intellectuelle. Les ateliers sur les techniques de recherche et la propriété intellectuelle offerts par la BL, ainsi que des entretiens individuels avec du personnel spécialisé, permettent aux usagers de pleinement bénéficier des ressources informationnelles mises à leur disposition.
Les services du centre dépassent également le cadre théorique et référentiel. D’autres ateliers, donnés par des partenaires, traitent de défis comme la récolte et la gestion du financement. Ce sont toutefois les évènements d’envergure qui retiennent l’attention. Lors de ces soirées, de grands noms du monde des affaires viennent donner des conférences à la BL pour partager leur riche expérience en tant qu’entrepreneurs. Ces conférences sont suivies d’une période de questions et d’une réception, permettant à l’auditoire d’avoir des conseils personnalisés et de se créer un réseau de contacts.
Ainsi, le centre d’affaires et de la propriété intellectuelle remplit l’un des six principaux objectifs de la British Library, soit de soutenir l’innovation et la croissance des entreprises. Cette mission prend une importance particulière en temps de crise. Au cours de la crise économique de 2008-2009, les services du centre d’affaires de la BL se sont avérés un atout particulier pour ceux qui ont perdu leur emploi à la suite de réductions d’effectifs. En octobre 2020, la British Library offre le programme virtuel Reset.Restart pour aider à la croissance économique en soutenant les entrepreneurs, particulièrement affectés par la pandémie de Covid-19.

## Périodiques
Le département des Journaux de la British Library est situé à Colindale, au nord de Londres. Il possède une collection à peu près complète de l’ensemble des journaux britanniques et irlandais depuis 1840, entre autres grâce à la législation de 1869 sur le dépôt légal, qui oblige à déposer à la BL un exemplaire de chaque édition. Pour les quotidiens et les hebdomadaires de la ville de Londres, les collections sont exhaustives jusqu’en 1801. Au total, les collections consistent en 660 000 volumes reliés et 370 000 microfilms, soit dix millions de journaux appartenant à 52 000 titres, sur 45 kilomètres linéaires d’étagères.
On trouve entre autres à Saint-Pancras les Thomason Tracts, comprenant 7 200 journaux du XVIIe siècle et la collection Burney, avec des journaux de la fin du XVIIIe et du début du XIXe siècle.

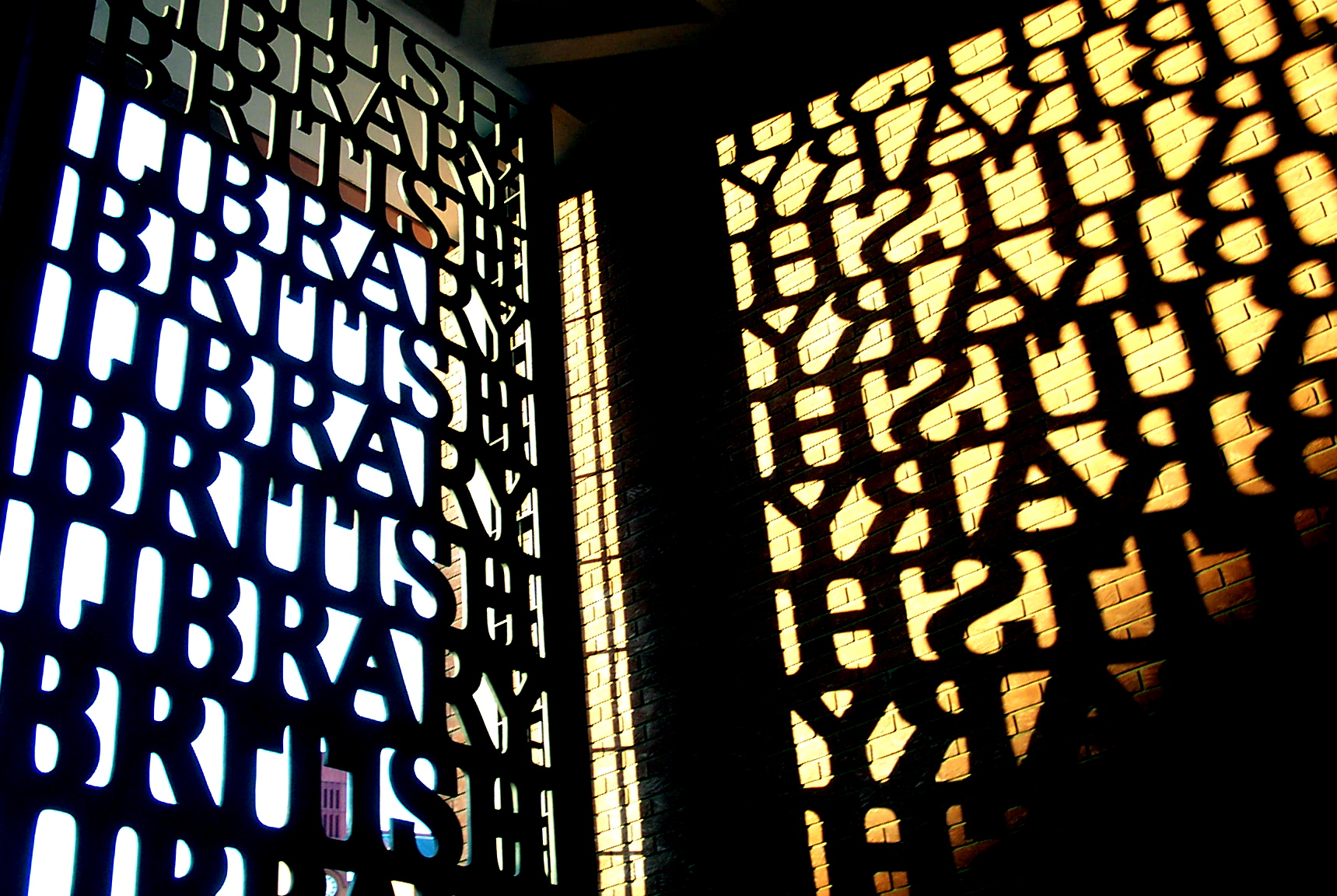
Porte de la British Library.

## Grandes pièces de la collection
- La collection Stein, venant d'Asie Centrale ;
- Sūtra du Diamant, qui semble être le livre imprimé le plus vieux au monde ;
- Les Évangiles de Lindisfarne ;
- Deux bibles de Gutenberg ;
- Deux copies de 1215 de la Magna Carta ;
- L’unique manuscrit du poème Beowulf ;
- 347 pages du Codex Sinaiticus ;
- Le Livre d'heures de Maastricht, livre d'heures du XIVe siècle réalisé à Liège, remarquable pour ses enluminures.
- Cartes : le planisphère de Contarini, première carte imprimée contenant le Nouveau Monde ; l'Atlas de Pinelli–Walckenaer, manuscrit de la fin du XIVe siècle ;
- Des œuvres manuscrites de Jean-Sébastien Bach, Wolfgang Amadeus Mozart, Gustav Mahler, Benjamin Britten, etc. ;
- Des manuscrits de Léonard de Vinci.

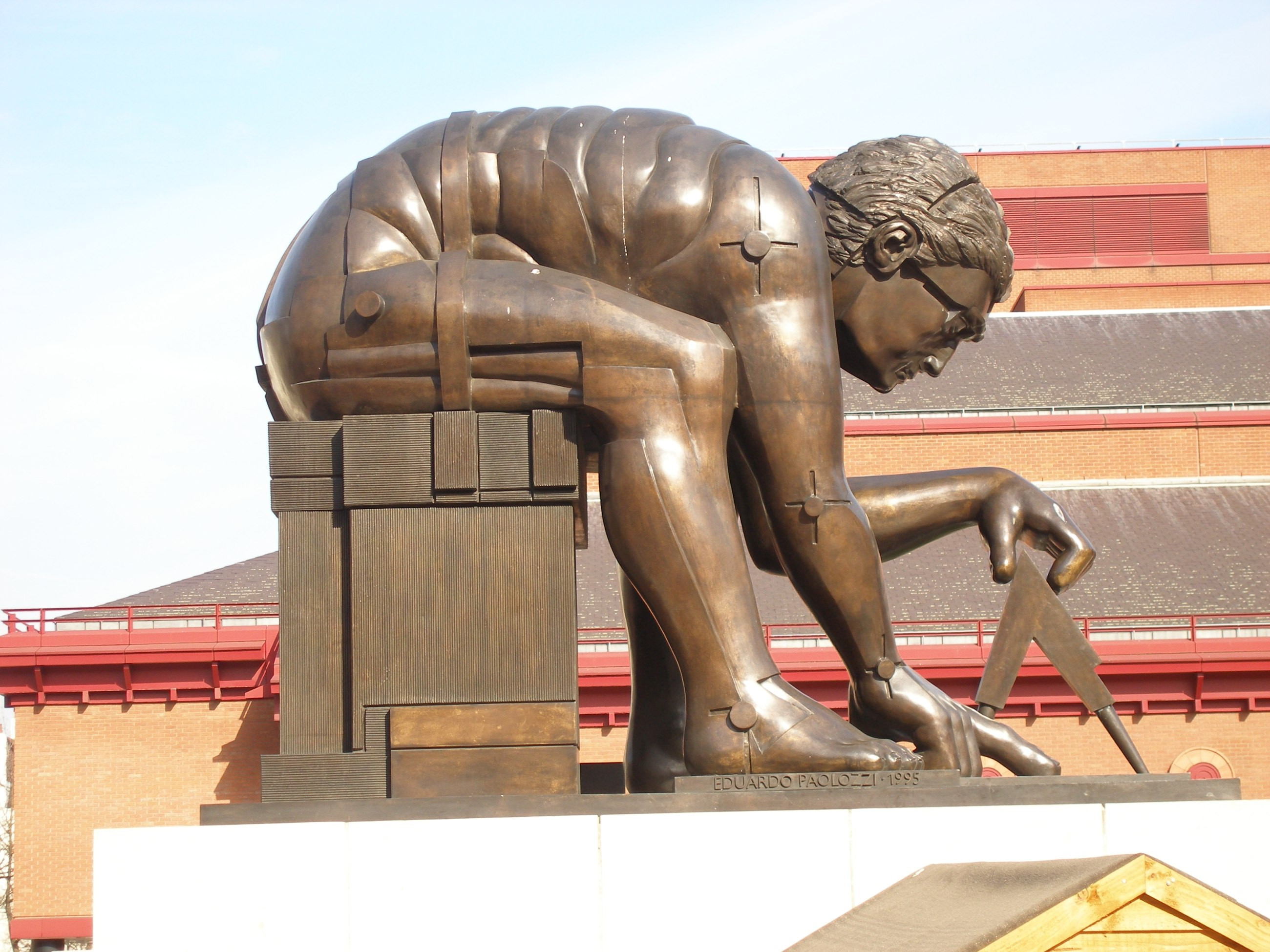
Sculpture de bronze Newton, d'après William Blake, 1995, par Eduardo Paolozzi.

## Collections philatéliques
Comprenant des objets de toutes sortes d’époques et venant de partout à travers le monde, les collections philatéliques de la British Library constituent la collection philatélique nationale du Royaume-Uni,. Loin de se limiter aux timbres, les collections comprennent, entre autres, de la papeterie postale, des essais, des œuvres d’art, des spécimens, des enveloppes, et plus de 30 000 volumes de littérature philatélique,.
Les collections philatéliques de la British Library sont, à leurs débuts, composées de celle de Thomas Keay Tapling, léguée en 1891 au British Museum,. De 1892 à 1899, la collection Tapling est gérée et organisée par Edward Denny Bacon et Jane Hamilton (la première femme employée par l’institution comme conservatrice). Cette collection est présentée en tant qu’exposition publique le 5 octobre 1903 dans la King’s Cross Gallery du British Museum. D’abord intégrées à la division des livres imprimés du British Museum, les collections philatéliques forment un département distinct en 1961, puis sont déplacées en 1997 au site de Saint-Pancras, où elles demeurent encore aujourd’hui,.
Outre la collection Tapling, le legs de 1913 du bibliophile James Ludovic Lindsay, 26e comte de Crawford, et la collection Crown Agents comptent parmi les acquisitions les plus importantes des collections philatéliques de la BL,,. Comme les collections ne reçoivent pas de financement pour acquérir de nouveaux objets philatéliques, excepté un petit budget destiné à l’achat de monographies et de périodiques, leur développement dépend entièrement de dons, de legs et de transferts d’archives gouvernementales,. La bibliothèque acquiert systématiquement toutes les études sur les timbres et la philatélie, ce qui est en fait l’un des principaux centres de référence sur ce sujet.
En tant que collection philatélique nationale du Royaume-Uni, les collections philatéliques de la British Library peuvent être contemplées par tous, voire être consultées à des fins de recherche.
Dans son ouvrage sur la British Library, A. Day rapporte que l’accessibilité des collections au public était assez limitée avant leur déménagement à Saint-Pancras. En effet, la situation a été dénoncée en 1984 par Kenneth Lake et John Holman, qui ont reçu des réponses du superintendant des collections philatéliques et du directeur général de la BL. Outre les défis d’entreposage et de conservation, le manque de personnel et les coupures de financement gouvernemental rendaient la diffusion des collections au grand public difficilement réalisable.
Aujourd’hui, une partie importante de la collection (environ 80 000 objets philatéliques) est présentée au public à la BL sur 1 000 cadres de présentation. Le reste est accessible sur demande dans la salle de lecture des collections philatéliques, qui est ouverte cinq jours par semaine. Les chercheurs peuvent y consulter la bibliothèque de référence et recevoir l’assistance des conservateurs. Seuls deux conservateurs sont responsables des collections philatéliques : Paul Skinner et Richard Morel. En 2021, ce dernier rapporte dans une entrevue que la BL gère plus de 70 collections et archives philatéliques, et que les fonds des collections seront accessibles en ligne une fois leur numérisation complétée.

## Programme de numérisation
La British Library a annoncé pour la période 2008-2011 un programme de numérisation, comprenant de la littérature britannique, des dizaines de périodiques, plus de 100 000 manuscrits grecs, mais aussi des enregistrements sonores. L'accès aux documents est partiellement payant, partiellement gratuit.
En 2018, dans le cadre du programme « Save Our Sounds », la British Library lance « The National Radio archive project », visant à numériser des centaines de milliers d'heures d'archives sonores.

## LeBritish Library Document Supply Centre
La British Library est réputée également pour son service de prêt entre bibliothèques, appelé British Library Document Supply Centre (« Centre de fourniture de documents de la BL », BLDSC). Possédant tous les documents publiés dans les îles Britanniques, mais aussi une proportion importante de documents des États-Unis, notamment des thèses, elle constitue une ressource importante pour les bibliothèques européennes.
Le BLDSC pratique des tarifs jugés élevés et mène une politique commerciale offensive.